# Karl Aage Hansen
Karl Aage Hansen (født 5. juli 1921 i Mesinge, død 23. november 1990 i Gentofte) var en dansk fodbold- og håndboldspiller. Han spillede i store dele af fodboldkarrieren i Italien. 

## Fodboldkarriere
Karl Aage Hansen startede som ungdomsspiller i KFUM, men skiftede i 1942 til AB. Han debuterede på det danske landshold som 21-årig den 20. juni 1943 i en 3-2 sejr over Sverige, hvor Danmark havde hele fem debutanter i startopstillingen. Han nåede 22 fodboldlandskampe og scorede17 mål deraf fire i en kamp mod Norge 1946. Han var anfører i 17 landskampe. Han var med på Bronzeholdet ved OL i London 1948, hvor han - trods skade - scorede et meget vigtigt mål mod Egypten (3-2 efter forlænget spilletid), hvilket gav Danmark adgang til kvartfinalen mod Italien, hvor holdet sensationelt vandt 5-3.
Karl Aage spillede sin sidste landskamp samme efterår på Råsunda i Stockholm mod Sverige (0-1). Derefter spillede han som professionel i Europa i ni år og var på grund af DBUs amatørregler udelukket fra landsholdet. Først gik turen til England hvor det blev en sæson for Huddersfield Town, hvor han spillede som amatør. Derefter blev det otte sæsoner i Italien; Atalanta 1949-1950 , hvor han scorer et hattrick i debuten, Juventus 1950-1953, Sampdoria 1953-1954, Catania 1954-1957. Han afsluttede karrieren i USA, hvor han spillede for 'The Danes' 1957-1958.
Karl Aage Hansen blev i 1947 sammen med blandt andre Carl Aage Præst og Poul Petersen udtaget som reserve til det Europa-hold som spillede to kampe i Rotterdam som optakt til en kamp den 10. maj 1947 på Hamden Park i Glasgow mod England, som vandt 6-1. 
Efter tiden som spiller var han træner i Køge og AB. 
Karl Aages søn Flemming Hansen (f. 1949) spillede også en række kampe på ABs førstehold i tresserne og opnåede fire ungdomslandskampe.  

## Håndboldkarriere
Karl Aage Hansen spillede også tre gange på håndboldlandsholdet og scorede tre mål. Han spillede klubhåndbold i HG ligesom AB-kammeraten Knud Lundberg. 